# Careproctus cypselurus
Careproctus cypselurus és una espècie de peix pertanyent a la família dels lipàrids.

## Descripció
- Fa 30 cm de llargària màxima.
- Nombre de vèrtebres: 64-70.[6][7]

## Depredadors
És depredat per l'halibut negre (Reinhardtius hippoglossoides).

## Hàbitat
És un peix marí i batidemersal que viu entre 35 i 1.775 m de fondària.

## Distribució geogràfica
Es troba al Japó i des del mar d'Okhotsk fins a Washington (els Estats Units).

## Observacions
És inofensiu per als humans.